# Iron City (Georgia)
Iron City es un pueblo ubicado en el condado de Seminole en el estado estadounidense de Georgia. En el censo de 2000, su población era de 321.

## Demografía
En el 2000 la renta per cápita promedia del hogar era de $25,781, y el ingreso promedio para una familia era de $29,250. El ingreso per cápita para la localidad era de $12,161. Los hombres tenían un ingreso per cápita de $22,500 contra $21,786 para las mujeres.

## Geografía
Iron City se encuentra ubicado en las coordenadas 31°0′51″N 84°48′43″O / 31.01417, -84.81194 (31.014217, -84.812070).
Según la Oficina del Censo, la localidad tiene un área total de 2,1 km² (0,8 mi²), de la cual 2,1 km² (0,8 mi²) es tierra y 0 km² (0 mi²) (0.00%) es agua.